# Phytomyza poppii
Phytomyza poppii este o specie de muște din genul Phytomyza, familia Agromyzidae, descrisă de Ryden în anul 1951.
Este endemică în Sweden. Conform Catalogue of Life specia Phytomyza poppii nu are subspecii cunoscute.